# Dioscorea bryoniifolia
Dioscorea bryoniifolia là một loài thực vật có hoa trong họ Dioscoreaceae. Loài này được Poepp. mô tả khoa học đầu tiên năm 1833.